# テコフィレア
テコフィレア、テコフィラエア（学：Tecophilaea）は、テコフィレア科に含まれる属の一つ。または、テコフィレア属に含まれる植物の総称。かつてはヒガンバナ科に分類されていた。

## 特徴
南アメリカのアンデス山脈に生息する球根植物である。主に栽培、観賞される種はヴィオラセア種とシアノクロカス種、その変種にライトヒニー種がある。特にシアノクロカス種は非常に鮮やかな青色の花を咲かせるので「アンデスの青い星」「チリアンブルー」と呼ばれている。また、ヴィオラセア種も青色の花を咲かせる。その花の美しさから乱獲され、シアノクロカス種は絶滅の危機に瀕している。大量繁殖が難しく、球根は高額で取引されている。但し、栽培の難易度自体はさほど難しくはない。ただし、両種とも寒さにはやや弱く、降霜すると葉が傷むので防霜対策が必要となる。新しい球根は古い球根の下側に作られ、更にその下側に牽引根が形成される。

## 栽培方法

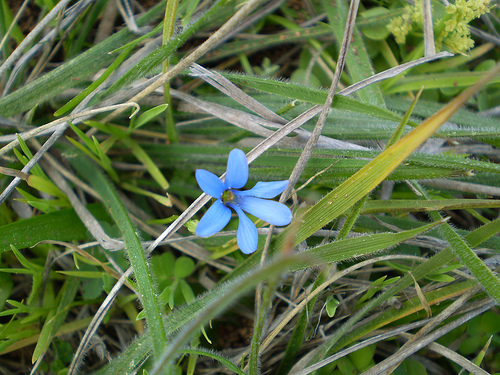
ヴィオリフロラ種の花

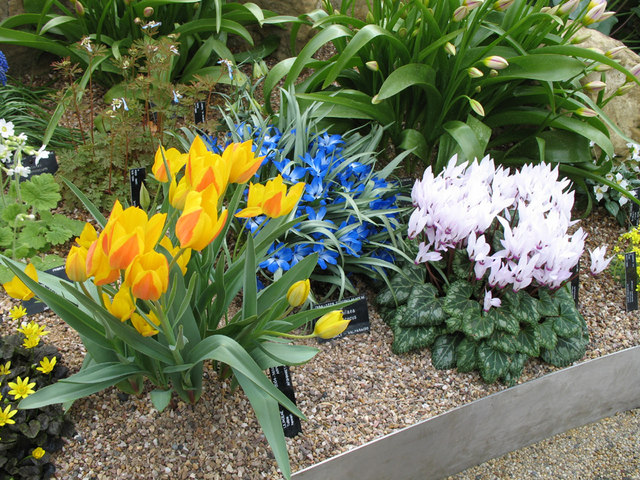
植栽されたシアノクロカス種 　　（キュー王立植物園にて）

二種とも早春時期に葉を出し、花を咲かせる。6月には地上部は枯れ、休眠状態に入る成長サイクルを取っている。但し休眠期間にあたる夏期に水やりは不要である。秋～冬にかけて水やりを開始するが、過度な水やりは避け、乾燥気味になるようにする。早春に芽吹き始めるので、この状態になったら秋～冬よりも水やりの頻度を増やす様にする。この際、既定値より稀釈した液体肥料を月に2～3回施肥しても良い。移植、植え替えの場合は、10～11月が適期にあたる。球根が成熟してくると分球が発生する様になるので、分球を取り分ける事で増殖が可能。

## 名前の由来
名前の由来は、1836年にこの植物を見つけたトリノのイタリア人植物学者ルイジ・アロイシウス・コッラの娘で植物画家のテコフィラ・ビロッティにちなんで名付けられたとされる。または、植物画家のTecophila Colla-Billot氏への献名である。また、種小名のcyanocrocusは、cyaneus（暗い藍色）＋crocus（サフラン）が語源とされている。

## 品種
２種２変種が認められている。参考元はこちら。
- テコフィレア・ヴィオリフロラ

　（Tecophilaea violiflora）
　ペルーのリマ州周辺、チリのサンティアゴ州周辺に生息する。花色は青色であるが、コバルトブルーよりかは水色に近い色をしている。
- テコフィレア・シアノクロカス

　（Tecophilaea cyanocrocus）
　チリのサンティアゴ州周辺に自生する種。鮮やかなコバルトブルーの花を咲かせる。
- テコフィレア・シアノクロカス・ライトヒニー

　（Tecophilaea cyanocrocus var. leichtlinii）
　花は明るい濃青色で、白い部分が大きく、個体によっては青い覆輪のようになる。
- テコフィレア・シアノクロカス・ヴィオラセア

　（Tecophilaea cyanocrocus var. violacea）
　花は濃い紫色だが、個体によりラベンダー色のものまである。